# Rivière Samson (vattendrag i Kanada, lat 45,80, long -70,63)
Rivière Samson är ett vattendrag i Kanada.   Det ligger i provinsen Québec, i den sydöstra delen av landet, 400 km öster om huvudstaden Ottawa.
I omgivningarna runt Rivière Samson växer i huvudsak blandskog. Runt Rivière Samson är det mycket glesbefolkat, med 3 invånare per kvadratkilometer.